# Warkton
Warkton is een civil parish in het bestuurlijke gebied Kettering, in het Engelse graafschap Northamptonshire met 136 inwoners.